# Just-In-Time-Teaching
L'Ensenyament Just-in-Time-Teaching (sovint abreujada com JiTT per la seva denominació en anglès) és una estratègia pedagògica que utilitza la retroalimentació entre les activitats d'aula i el treball que l'alumnat fa a casa per preparar les sessions que es donen a l'aula. Els objectius són: augmentar l'aprenentatge durant el temps que s'està a l'aula, fomentar la motivació dels alumnes, animar als estudiants al fet que es preparin les classes i permetre al professor trobar les activitats més adequades per a les necessitats dels seus estudiants.

## Història
L'Ensenyament Just-in-Time va ser desenvolupat per professors universitaris de física en la dècada dels 90, però el seu ús s'ha estès a moltes altres disciplines acadèmiques. Els primers treballs van ser realitzats en el departament de física a la Universitat d'Indiana – Purdue University Indianapolis (IUPUI), en col·laboració amb professors de física del Davidson College i l'Acadèmia de la Força Aèria (USAFA). Posteriorment, JiTT es va difondre a través d'una combinació de publicacions, presentacions i tallers. Docents que imparteixen diferents disciplines tals com a biologia, química, física, geologia, matemàtiques, ciències de la computació, enginyeria mecànica, economia, història, anglès, francès, filosofia, periodisme, infermeria, música, psicologia, sociologia, i escriptura han adoptat l'Ensenyament Just-in-Time. JiTT s'utilitza principalment en el nivell universitari, encara que alguns membres de la facultat ho han utilitzat en el nivell de secundària i en programes professionals i de postgrau.

## Metodologia
JiTT pot ser descrita com un mètode a través del qual, tot o alguna part del temps que els estudiants utilitzen en preparar-se les classes és usat per augmentar la qualitat del temps que aquests passen a classe. Per complir això, JiTT depèn de tasques que els alumnes han de completar entre 1-24 hores abans d'assistir a classe anomenades tasques preclasse. A aquestes tasques les hi coneix també com a "Exercicis d'escalfament", "Preflight checks", "Checkpoints", i altres noms, depenent de cada institució. Aquestes tasques o deures són normalment completades en línia, bé a través d'un lloc web, o mitjançant un sistema d'administració de l'aprenentatge. Les tasques que es realitzen abans d'assistir a classe inclouen material sobre el contingut que serà introduït a la classe següent. Com a resultat, aquestes tasques proporcionen un incentiu fort per als estudiants a l'hora de completar la lectura requerida o qualsevol altre treball preparatori abans de classe. Per aquesta raó, JiTT ha estat comparat amb l'ús de proves de comprensió lectora. Així i tot, hi ha diferències importants.
Les proves de comprensió lectora es realitzen generalment durant el temps de classe. No obstant això, des del moment que les tasques preclasse es completen en línia, ja no es perd temps realitzant-les en classe. A més, com els alumnes tenen més temps per contestar les preguntes prèvies de classe del que tenien fent les típiques proves de comprensió lectora, les preguntes poden ser més obertes i fer pensar. Això suposa una altra diferència significativa.
La majoria dels professors corregeixen les tasques preclasse almenys una hora abans de la classe comenci. Això permet al professor revisar les respostes de l'alumnat abans que comenci la classe. En la majoria dels casos, els docents utilitzen aquesta revisió per fer ajustos en les activitats d'aula previstes. Si el professor creu que l'alumnat ha dominat un tema, pugui reduir o eliminar la discussió d'aquest tema durant la classe. D'igual manera, si les tasques preclasse mostren que els alumnes tenen dificultats concretes, aquestes seran vistes durant la classe amb més deteniment. Aquests ajustos "just a temps" de l'Ensenyament Just-in-Time donen el nom a aquesta tècnica, tal com les estratègies empresarials Just-in-Time es basen en continus ajustos en subministraments de parts i inventari de productes.
Els professors que utilitzen l'Ensenyament Just-in-Time, sovint, utilitzen cites textuals dels estudiants, obtingudes de les seves respostes en dur a terme les tasques preclasse, com a punts clau a tractar durant la lliçó que tindrà lloc a l'aula. Aquesta èmfasi en treball estudiantil com a punt de partida o com a punt de referència durant la classe, ajuda a centrar la classe en l'alumne i promou l'aprenentatge interactiu. Per maximitzar el potencial d'aquesta tècnica, les qüestions plantejades en les tasques preclasse haurien de ser obertes, inacabades i amb un punt d'ambigüitat.
Tenint en compte el descrit anteriorment, els passos a seguir en una "sessió tipus", basada en l'Ensenyament Just-in-Time, són els següents:
1. Els estudiants realitzen lectures o altres activitats preparatòries.
2. Els estudiants completen les tasques preclasse.
3. Els docents revisen les tasques preclasse i consideren possibles canvis a la classe que tenien planificada.
4. Els docents seleccionen cites textuals de les tasques preclasse dels alumnes per referir-se a elles durant la lliçó.
5. Durant la classe, els professors utilitzen les cites dels alumnes per dirigir la discussió sobre el tema a tractar.
6. Durant la classe, els estudiants participen en el debat sobre el tema pertinent entre ells i amb el professor.
7. Els docents creen o ajusten les pròximes tasques preclasse per conèixer millor les necessitats dels seus alumnes basant-se en com s'hagi desenvolupat la sessió.

## Resultats
De l'avaluació educativa de l'Ensenyament Just-in-Time es poden extreure moltes idees. Les tasques en el JiTT són en si mateixes un tipus d'avaluació formativa. Proporcionen als estudiants freqüents oportunitats per comprovar la seva comprensió sobre el material, i proporcionen informació sobre el progrés dels seus estudiants per aconseguir un aprenentatge més profund. La implementació reeixida del JiTT condueix a guanys cognitius que poden ser moderades o significatives. L'èxit depèn, fonamentalment, dels mestres i de la involucración dels estudiants. Si els estudiants veuen les tasques com un extra, aquestes seran completades de forma superficial en el menor temps possible i després es discutiran breument al principi de classe, abans de la lectura "real". Així, els alumnes consideraran aquestes activitats com un treball extra i no trauran cap benefici addicional de l'Ensenyament just-*in-Time. Els mestres que usen JiTT informen de tot un rang de resultats que van des d'un significatiu augment afectiu i cognitiu fins a certes reaccions negatives per part dels estudiants, desmotivació i, a vegades, el descens de les ganes d'aprendre.